# Henry Lauterbach
Henry Lauterbach (* 22. října 1957) je bývalý německý atlet, halový mistr Evropy ve skoku do dálky.
Ve svých atletických začátcích se věnoval více skoku do výšky. Na evropském šampionátu v Praze v roce 1978 skončil čtvrtý. Stejného úspěchu dosáhl na olympiádě v Moskvě o dva roky později. Jeho nejlepší výkon v této disciplíně – 230 cm – pochází z roku 1978.
Také ve skoku do dálky zaznamenal mezinárodní úspěchy. V roce 1982 se stal halovým mistrem Evropy. Osobní rekord 835 cm si vytvořil v srpnu 1981.